# G.Mylanahalli, Hassan
G.Mylanahalli là một làng thuộc tehsil Hassan, huyện Hassan, bang Karnataka, Ấn Độ.